# Джихае Ким
Джихае Ким (на английски: Jihae Kim; родена през 1989 г. в Сеул, известна само като Джихае) е южнокорейски музикант, композитор, актриса и мултимедиен артист, активна в Съединените щати.

## Биография
Джихае Ким е дъщеря на южнокорейски дипломат. От детството си тя живее в различни страни, включително Нигерия, Швеция и Съединените щати. Учи политически науки в университета „Емори“ в Друид Хилс, предградие на Атланта. След обучението си тя се премества в Ню Йорк и започва да работи като художник под първото си име без фамилията си Ким.
След първоначални тестови записи с Атлантик Рекърдс и London Records композиторът на песента решава да публикува работата си самостоятелно. През 2009 г. основава Septem; музикална и мултимедийна компания с фокус върху нейната музикална продукция и социални проекти. Septem също е дигитална платформа, където артистите могат да публикуват своята медийна дейност.
През 2010 г. Джихае създава рок операта Fire Burning Rain с драматурга и режисьор Джон Патрик Шанли, базирана на нейния концептуален албум със същото име. Техният албум от 2015 г. Illusion of You е продуциран от Джихае и Жан-Люк Синклер заедно с продуцента Дейв Стюард. Illusion of You съдържа песен, написана от Джихае, Леонард Коен и Дейв Стюард, озаглавена It Just Feels.
От 2016 до 2018 г. Джихае участва в минисериала Mars.
Тя живее в Ню Йорк.

## Дискография
| От   | Заглавие                |
| ---- | ----------------------- |
| 2006 | My Heart Is An Elephant |
| 2008 | Afterthought            |
| 2008 | Elvis Is Still Alive    |
| 2009 | My Love                 |
| 2010 | Fire Burning Rain       |
| 2010 | Sucubbus                |
| 2015 | Illusion of You         |

## Филмография
| От   | Заглавие       |
| ---- | -------------- |
| 2016 | Mars           |
| 2018 | Mortal Engines |
| 2021 | Succession S3  |